# Орбень
Орбень, Орбені (рум. Orbeni) — село у повіті Бакеу в Румунії. Входить до складу комуни Орбень.
Село розташоване на відстані 216 км на північ від Бухареста, 32 км на південь від Бакеу, 107 км на південний захід від Ясс, 124 км на північний захід від Галаца, 127 км на північний схід від Брашова.

## Населення
За даними перепису населення 2002 року у селі проживали 2200 осіб, усі — румуни. Усі жителі села рідною мовою назвали румунську.